# Modulació en doble banda lateral
La modulació en doble banda lateral (DBL), en anglés Double Side Band (DSB), és una modulació lineal que consisteix a modificar l'amplitud de l'ona portadora en funció de les variacions del señal d'informació o modulador. La modulació en doble banda lateral equival a una modulació AM, però sense reinserció de la portadora.

## Expressió matemàtica del senyal DBL
Considerant l'ona portadora com:
{\displaystyle A_{o}\cdot cos(2\pi f_{o}t)}

El senyal modulat en DBL respon a l'expressió:
{\displaystyle V_{DBL}(t)=x(t)\cdot A_{o}\cdot cos(2\pi f_{o}t)}

on x(t) és el senyal d'informació (missatge), i {\displaystyle V_{DBL}(t)} el senyal modulat en DBL.
Es tracta doncs, de multiplicar el senyal modulador i l'ona portadora de forma que obtenim un senyal l'envolvent del qual és directament el senyal d'informació x(t) multiplicat per l'amplitud de la portadora.

## Espectre del senyal DBL
Espectralment, el producte entre x(t) i l'ona portadora equival a convolucionar els dos senyals, per tant desplaçar l'espectre del senyal modulador centrant-lo en la freqüència de la portadora, positiva i negativa. Això implica que l'amplada de banda del senyal DBL, com en AM, és el doble de l'amplada de banda del missatge a transmetre.

## Potència del senyal DBL
Podem calcular la potència del senyal modulat en DBL a partir de la seva expressió temporal calculant l'esperança d'aquesta al quadrat.
{\displaystyle V_{DBL}(t)={A_{p}}\cdot x(t)\cdot cos(2\pi f_{o}t)}
{\displaystyle P_{V_{DBL}}={\frac {1}{2}}\cdot A_{p}^{2}\cdot P_{X}}
on Px és la potència del senyal modulador i Ao l'amplitud de la portadora.

## Comparació amb AM
El principal avantatge de la modulació DBL respecte a la modulació AM és que tota la potència del senyal modulat s'utilitza en la transmissió d'informació, la qual cosa implica que la relació senyal a soroll (SNR) en recepció serà major.
El principal inconvenient és que la seva demodulació és més complicada, ja que el fet de multiplicar directament el senyal d'informació i l'ona portadora implica que l'envolvent del senyal modulat és directament Ao·x(t), i tenint en compte que x(t) pendrà valors positius i negatius, no podem recuperar la informació mitjançant un simple detector d'envolvent.

## Demodulació de DBL
Com ja hem vist, no es pot recuperar la informació d'un senyal DBL mitjançant un detector d'envolvent, ja que la seva envolvent no pren sempre valors positius.

Per a demodular un senyal en DBL s'utilitza un tipus de demodulador, anomenat demodulador coherent, que es basa en la següent propietat matemàtica de la funció cosinus:

{\displaystyle cos^{2}(\phi )={\frac {1}{2}}+{\frac {cos(2\phi )}{2}}}

En multiplicar el señal DBL amb el cosinus de la mateixa freqüència i mateixa fase que la portadora, s'obté (en aquest cas consideram fase inicial nul·la):

{\displaystyle {A_{o}}\cdot x(t)\cdot [{\frac {1}{2}}+{\frac {cos(4\pi f_{o}t)}{2}}]}

Generalment, al demodulador es tria un cosinus d'amplitud 2 perquè desaparegui el factor 1/2:

{\displaystyle 2\cdot {A_{o}}\cdot x(t)\cdot [{\frac {1}{2}}+{\frac {cos(4\pi f_{o}t)}{2}}]}

A partir d'aquesta expressió, amb un filtre pas baix (LPF) s'obté:
{\displaystyle {A_{o}}\cdot x(t)}